# 빌라도의 죽음
《빌라도의 죽음》(영어: The Death of Pilate)은 14세기 초 작품으로 추정되는 작자 미상의 성경극이다.

## 작품 소개
14세기 초에 쓰인 것으로 추정되는 작자 미상의 ＜빌라도의 죽음＞은 도덕극 이전 영국 중세 연극의 지배적 형태였던 성경극에 속한다. 하지만 성경의 에피소드를 극화한 전형적인 성경극과는 달리 민속적인 상상력과 환상적 요소를 가미한 독특한 소극이다. 이 극은 예수의 생애와 통치 기간이 겹쳐지는 로마의 2대 황제 티베리우스가 겪는 질병과 치유에 관한 에피소드와 빌라도의 죽음으로 인해 빚어지는 갖가지 소동을 다루고 있다. 무엇보다 이 극은 역사와 신화, 신비와 사실(寫實), 경외(敬畏)와 외설이 대칭적으로 공존하고 있어 중세 종교극의 계몽성과 오락성을 동시에 제시하는 탁월한 사례로 평가된다. 

## 서지 정보
- 강태경 역, 2009년, 지식을만드는지식[깨진 링크(과거 내용 찾기)] ISBN 978-89-6406-229-6

## 같이 보기
- 만인 (희곡)